# Hereward (Schiff, 1936)
HMS Hereward (H93) war ein Zerstörer der H-Klasse der britischen Royal Navy im Zweiten Weltkrieg. Namensgeber des Zerstörers war der angelsächsische Widerstandskämpfer Hereward. Die Hereward führte anfangs vorn ein 120-mm-Zwillingsgeschütz zu Testzwecken. Der beim Kriegsbeginn im Mittelmeer stationierte Zerstörer wurde im Herbst 1939 wie seine Schwesterschiffe im Atlantik eingesetzt. Im Mai 1940 brachte er die niederländische Königin Wilhelmina ins Exil nach Großbritannien.
Der dann wieder im Mittelmeer eingesetzte Zerstörer wurde mit neun Battle Honours geehrt. Am 29. Mai 1941 ging die Hereward vor Kreta verloren. Bei der Versenkung durch deutsche Sturzkampfbomber ließen 76 Besatzungsangehörige ihr Leben, 89 Überlebende wurde durch italienische Schnellboote gerettet und kamen in Kriegsgefangenschaft.

## Geschichte des Schiffes
Das Schiff lief auf High Walker yard in Newcastle-on-Tyne am 10. März 1936 zusammen mit ihrem Schwesterschiff Hero als Teil einer Klasse von acht Zerstörern vom Stapel. Der High Walker yard des Konzerns Vickers-Armstrong etablierte sich damit als zweite Kriegsschiffsbauwerft des Konzerns. Die Antriebsanlage wurde von der benachbarten Parsons Marine Steam Turbine Co. in Wallsend eingebaut. In Dienst gestellt wurde Hereward am 9. Dezember 1936. Abweichend von den anderen Schiffen der Klasse hatten Hereward und Hero eine neue Form der Brücke mit einem vorstehenden geschützten Kommandostand mit abgeschrägten Seiten erhalten. Diese Form des Brückenaufbaus erhielten alle nachfolgende Zerstörer bis zu den letzten Neubauten klassischer Zerstörer nach dem Zweiten Weltkrieg. Dazu erhielt die Hereward zu Erprobungszwecken den Prototyp eines 120-mm-Zwillingsgeschütze als Frontbewaffnung auf der erhöhten B-Position auf dem Vorschiff.

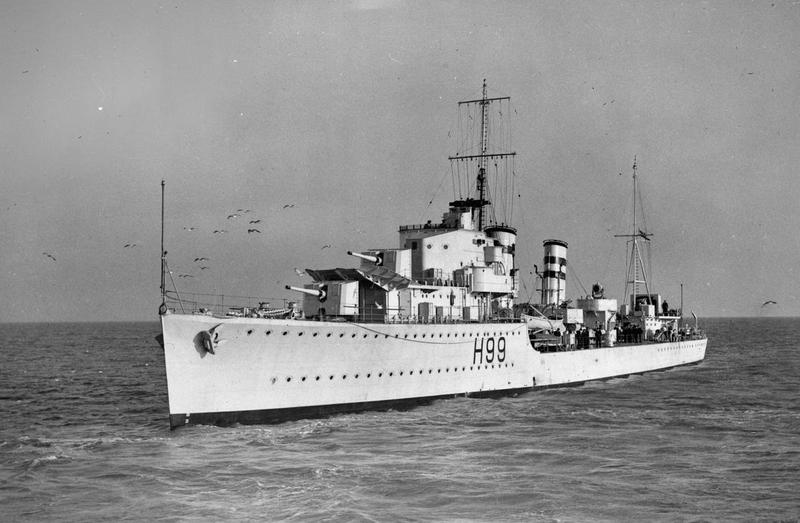
Schwesterschiff Hero mit abgeschrägter Brücke

Sonst entsprach die Hereward weitgehend einem Standardzerstörer der Klasse. Sie verdrängte 1350 t.l. (max. 1883 t.l.), war 98,5 m lang, 10,1 m breit und hatte einen Tiefgang von 3,8 m. Drei Admiralitätskessel produzierten den Dampf für die Parsons-Getriebeturbinen mit einer Leistung von 34.000 PS, die eine Geschwindigkeit von bis zu 36 Knoten ermöglichten. Der Treibstoffvorrat von 470 t.l. Treiböl gab der Hereward eine Reichweite von bis zu 5530 Seemeilen bei einer Marschgeschwindigkeit von 15 Knoten. The Besatzung des Zerstörers umfasste im Frieden 137 Mann und wurde im Kriegsfall auf 146 Mann verstärkt.
Die Bewaffnung des Schiffes umfasste vier 4,7-inch-(120-mm)-L/45-Mk.IX-Kanonen. Zur Abwehr von Luftangriffen standen auf der Hereward zwei Vierfach-0,5-inch-Vickers-Mk.III-MGs zur Verfügung. Wie alle Zerstörer des Standardtyps hatte die sie zwei Vierfach-21-inch-Torpedorohrsätze. Zur Abwehr von U-Booten verfügte der Zerstörer über eine Abwurfschiene und zwei Wasserbombenwerfer und hatte 20 Wasserbomben an Bord, die schon kurz nach dem Kriegsbeginn auf 35 verstärkt wurden.
Auch wurde im Krieg die Luftabwehr des Zerstörers verstärkt. Wie bei fast allen Standardzerstörern wurde auch auf der Hereward der hintere Torpedorohrsatz 1940 durch ein 12-Pfünder-(76-mm)-Flugabwehrgeschütz ersetzt. 1941 erhielt sie dazu noch zwei 20-mm-Oerlikon-Kanonen.

## Einsatzgeschichte
Der Zerstörer ersetzte mit seinen Schwesterschiffen und dem zur Klasse gehörenden Flottillenführer Hardy nach und nach die Zerstörer der C-Klasse bei der britischen „2nd Destroyer Flotilla“, die während der Abessinienkrise in das Rote Meer und dann ins Mittelmeer verlegt worden war. Seit Dezember 1936 war die Flottille der „Mediterranean Fleet“ endgültig zugeteilt. Sie beteiligte sich seit dem Ausbruch des spanischen Bürgerkriegs an den sogenannten Neutralitätspatrouillen vor der spanischen Küste im westlichen Mittelmeer. Während der gemeinsamen Frühjahrsmanöver von „Home -“ und „Mediterranean Fleet“ erprobte von Gibraltar aus die neu in Dienst gekommene Hereward das auf dem Vorschiff eingebaute Zwillingsgeschütz, das später verbessert auf den Tribal-Zerstörern zum Einsatz kam.
Ende des ersten Quartals 1937 wurde das Zwillingsgeschütz wieder entfernt und durch zwei Einzelgeschütze in den Positionen A und B ersetzt.

### Kriegseinsätze

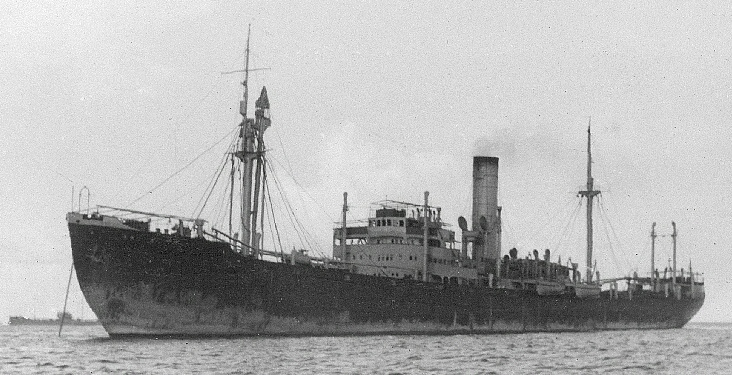
Die Uhenfels 1939 in Freetown

Nach dem Kriegsbeginn 1939 wurde der Zerstörer Hereward im Zuge der Jagd auf deutsche Panzerschiffe im Oktober in den mittleren Atlantik verlegt, wo es ihm gelang, im Zusammenwirken mit Flugzeugen des Trägers Ark Royal den deutschen Schwergutfrachter Uhenfels an der Selbstversenkung zu hindern und das Schiff nach Freetown einzubringen. Der Zerstörer sicherte die Ark Royal während ihrer Suchfahrten. Im November verblieb der Zerstörer in Trinidad zur Sicherung von Geleitzügen. Im Dezember wieder bei der Ark Royal, ging sie mit dieser bis nach Argentinien. Danach wurde der Zerstörer wieder in die Karibik entlassen, wo neben dem Schutz eigener Schiffe auch die Überwachung deutscher Schiffe in neutralen Häfen zu ihren Aufgaben gehörte. So verfolgte der Zerstörer das aus Veracruz ausgebrochene deutsche Kombischiff Arauca und blockierte das entkommene Schiff in Port Everglades, Florida.

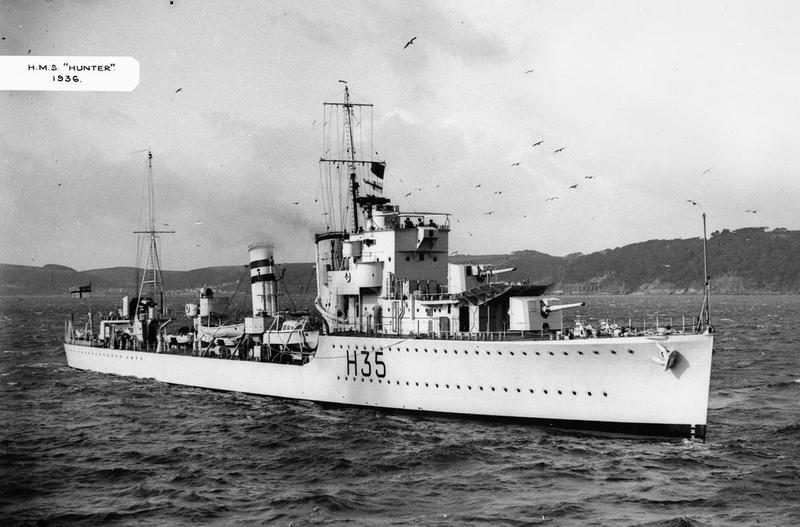
Die Hunter mit der alten Brückenform

Anfang 1940 wurde die Flottille in die Gewässer um die Britischen Inseln zurückbefohlen. Ende Januar sollten Hereward und Hunter das Schlachtschiff Valiant auf dem Marsch von Bermuda nach Halifax sichern. Der Zerstörer erlitt bei dieser Aufgabe erhebliche Seeschäden und musste bei seiner Ankunft in Kanada in zur Reparatur die Werft. Danach begleitete sie den Leichten Kreuzer Orion nach Großbritannien. Wegen notwendiger Reparaturen stand der Zerstörer beim Beginn der britischen Einsätze gegen die deutsche Besetzung Norwegens (Unternehmen Weserübung) nicht zur Verfügung und nahm nicht an den für die Flottille verlustreichen Gefechten von Narvik teil, bei denen Hardy und Hunter verloren gingen.
Mitte April einsatzbereit, sicherte die Hereward den schweren Kreuzer Suffolk bei einer Beschießung des Flugplatzes Stavanger Sola und später britische Flugzeugträger bei ihren Einsätzen vor Norwegen.
Nach dem Beginn des deutschen Westoffensive evakuierte HMS Hereward im Mai 1940 die niederländische Königin Wilhelmina nach Großbritannien.

### Rückverlegung ins Mittelmeer
Noch im selben Monat wurden alle einsatzfähigen Schiffe der Flottille ins Mittelmeer verlegt, wo sie in Alexandria stationiert wurden. Hereward wurde zur Eskorte von Konvois eingesetzt und nahm im Juli an der Seeschlacht bei Punta Stilo teil. Zusammen mit der Decoy begleitete der Zerstörer das Schlachtschiff Warspite im Gefecht und erlitt Splitterschäden durch Nahtreffer der Giulio Cesare. Am 25. September 1940 beschoss die Hereward mit den Zerstörern Hyperion, Janus und Mohawk militärische Ziele bei Sidi Barrani.
Im November versuchten die Briten, durch eine Vielzahl gleichzeitiger Aktionen die italienische Seite zu verwirren und aus diesen Aktionen überraschend eine Angriff auf die italienische Schlachtflotte zu entwickeln. Sie gingen davon aus, dass die Italiener nicht auslaufen würden, da sie den massiven Einsatz der Briten mit vier Schlachtschiffen und zwei Trägern der Mittelmeerflotte aus dem Osten sowie der Force H mit einem Schlachtschiff und einem Träger aus dem Westen für keine günstige Kampfsituation halten würden. Die Briten wollten mit ihren Aktionen Verstärkungen und Vorräte nach Malta bringen und die Überführung des Schlachtschiff Barham und der Kreuzer Berwick und Glasgow in das östliche Mittelmeer sichern sowie beim Verbleib der italienischen Schlachtflotte im süditalienischen Flottenstützpunkt Tarent diese dort mit den Torpedobombern des Flugzeugträgers Illustrious angreifen (Operation Judgment). Die Hereward gehörte zur Sicherungsgruppe der Mediterranean Fleet von dreizehn Zerstörern, aber wohl nicht zu der Sicherungsgruppe der Illustrious, als diese mit den Kreuzern Berwick, Glasgow, Glouchester und York sowie vier Zerstörern zur geeigneten Startposition für den Luftangriff lief. Der Luftangriff war erfolgreich und setzte drei italienische Schlachtschiffe zumindest für einige Monate außer Gefecht. Ende des Monats war die Hereward passiv als Teil der Sicherung des Schlachtschiffes Ramillies und der Berwick an der Seeschlacht bei Kap Teulada teil, als die beiden genannten Einheiten in das westliche Mittelmeer überführt wurden. Zusammen mit dem Schwesterschiff Hyperion gelang es dem Zerstörer am 14. Dezember 1940, vor Bardia das italienische U-Boot Naiade zu versenken. Zum Ende des Jahres geleiteten die Zerstörer Hereward, Hero und Hasty dann das Schlachtschiff Malaya aus dem östlichen Mittelmeer nach Gibraltar.
Im Januar 1941 bildete Hereward mit dem Flugabwehrkreuzer Bonaventure und den Zerstörern Jaguar, Hero und Hasty die Sicherung des Geleitzuges „MC.4“ mit vier großen Transportern, von denen drei nach Piräus gehen sollten. Die für Malta bestimmte Essex hatte unter anderem 3000 t Saatkartoffeln, 4000 t Munition und zwölf verpackte Hurricane-Jagdflugzeuge an Bord. Auf den Geleitschiffen wurden auch noch 400 Soldaten des Heeres und der Air Force von Gibraltar nach Malta transportiert. Der am 6. Januar 1941 ausgelaufene Geleitzug wurde am 9. von der italienischen Luftwaffe entdeckt und mit zehn SM.79s aus Sardinien und dann fünfzehn Fiat CR.42 (mit 100-kg-Bomben) vergeblich angegriffen, als er noch unter dem Schutz der begleitenden Force H stand. Fulmar-Jägern der Ark Royal gelang der Abschuss zweier Torpedobomber. Am 10. schossen ein italienisches U-Boot und zwei Torpedoboote vergeblich Torpedos auf den Geleitzug. Bonaventure und Hereward konnten das angreifende italienische Torpedoboot Vega am Morgen sechs Meilen südlich von Pantelleria versenken, während das zweite Torpedoboot Circe unbeschädigt entkam. Der Kreuzer hatte mit seiner Artillerie das Torpedoboot beschädigt, das von der Hereward mit einem Torpedo versenkt wurde. Bonaventure war ebenfalls leicht beschädigt und hatte zwei Tote an Bord zu beklagen. Sie hatte inzwischen durch die italienischen Angriffe 75 % ihrer Munitionsbestände verbraucht. Der Geleitzug marschierte durch die Abwehr weiter südlich als geplant und der von der „Force H“ beim Konvoi belassene Zerstörer Gallant erlitt einen schweren Minentreffer, der den Bug zerstörte und 65 Tote an Bord verursachte. Die Mohawk schleppte die schwer beschädigte Gallant weiter nach Malta. Die Abwehr gegen Luftangriffe übernahmen die Leichten Kreuzer Glouchester und Southampton, die aus der Ägäis schon Truppen nach Malta transportiert hatten. Der Konvoi wurde nach Malta weiter aus der Luft angegriffen und die Southampton ging am 11. verloren.
Am 22. Februar 1941 nahm die Hereward in der Ägäis mit der Decoy am Commando Raid gegen Kastelorizo teil (Operation Abstention), der allerdings durch italienische Gegenmaßnahmen schon zwei Tage später scheiterte.
Am 20./21. April 1941 nahm die Hereward mit drei Schlachtschiffen, einem Kreuzer und acht weiteren Zerstörern an Beschießungen von Einrichtungen der Achsenmächte im Raum Tripolis teil.
Anschließend befand sich der Zerstörer im Dauereinsatz zur Evakuierung alliierter Truppen vom griechischen Festland (Operation Demon). Auch wurde der Zerstörer vom 6. bis 12. Mai nochmals als Sicherung eines Geleitzuges nach Malta eingesetzt.

### Das Ende derHereward
Am 20. Mai landeten deutsche Truppen auf der griechischen Insel Kreta (Operation Merkur). Der Zerstörer Hereward wurde der „Force D“ zugeteilt, die eine der Einheiten war, die eine Unterstützung der aus der Luft gelandeten deutschen Truppen über See verhindern sollten. In der Nacht zum 22. Mai wurde der erste aus Piräus in Richtung Kreta ausgelaufene deutsche Geleitzug, bestehend aus kleinen Dampfern und Motorseglern, mit über 2300 Gebirgsjägern an Bord, durch den Verband mit drei Kreuzern Ajax, Dido, Orion und den Zerstörern Hasty, Janus und Kimberley neben der Hereward gestellt. Das entschlossene Eingreifen des italienischen Torpedoboots Lupo bewahrte den Konvoi vor der völligen Vernichtung. Allerdings gelangten nur zwei der über 20 Fahrzeuge nach Kreta. Rund 300 deutsche Soldaten starben, viele Schiffbrüchige konnten durch den Einsatz italienischer Einheiten gerettet werden. Am 22. musste die Hereward, wie auch andere Einheiten, wegen Munitionsmangels nach Alexandria zurücklaufen, um dann sofort nach Kreta zur Unterstützung der Heereseinheiten und Flotteneinheiten zurückzukehren. Am 28. evakuierte die Hereward mit Decoy, Jackal, Hotspur, Imperial und Kimberley Truppen aus Heraklion, die vor der Küste an die Kreuzer Ajax, Dido und Orion übergeben wurden. Die ablaufenden britischen Kreuzer und Zerstörer wurden von der deutschen Luftwaffe kontinuierlich angegriffen.
Die drei Kreuzer wurden zum Teil sehr schwer getroffen und Dido und Orion fielen nach dem Einsatz lange aus. Von den Zerstörern wurde die Imperial schwer getroffen und blieb manövrierunfähig liegen. Die Hotspur lief zurück, übernahm Besatzung und Soldaten und versenkte dann den schwer beschädigten Zerstörer.
Die Hereward wurde schon sehr früh vor der Nordküste Kretas schwer getroffen worden und konnte den anderen britischen Schiffen nicht folgen. Der allein laufende Zerstörer wurde dann aber auch von den deutschen Angreifern gefunden und von Ju-87-Sturzkampfbombern erneut getroffen und sank auf 35° 20′ N, 26° 20′ O.
76 Mann der Besatzung starben beim Untergang, 89 Mann wurden von italienischen Booten gerettet und wurden Kriegsgefangene.